# Gea y Truyols
Gea y Truyols es una pedanía perteneciente al municipio de Murcia. Ubicada en la comarca natural del Campo de Cartagena, se sitúa en el Campo de Murcia. 

## Datos básicos
Con una población de 1042 habitantes (INE 2016), su término municipal tiene una extensión de 51 383 km² y se sitúa a una altitud media de 185 m s. n. m.
Es un pueblo pequeño, cuyo núcleo es La Tercia, una zona tranquila donde predomina la buena temperatura. Rodeada de naturaleza a la falda de la sierra de Columbares, donde hay amplias rutas de senderismo. 
Es una zona muy céntrica tanto de la playa como de la ciudad, a 15 minutos de la playa y de Murcia centro, 15 minutos del Aeropuerto Internacional de la Región de Murcia, 15 minutos de San Javier, 20 minutos de San Pedro del Pinatar, 25 minutos de Cartagena.

## Límites
Su término municipal limita:
- por el norte con: Cañadas de San Pedro y Algezares
- por el oeste con: Baños y Mendigo
- por el este: Sucina y Jerónimo y Avileses
- por el sur: Jerónimo y Avileses, Los Martínez del Puerto y municipio de Torre Pacheco

## Festividades
Las fiestas de esta pedanía suelen empezar la primera semana de julio, puesto que su patrona es Nuestra Señora del Carmen. 
El día más importante en estas fiestas es el último lunes del mes, donde por la noche se hace el tipo concurso de migas en la plaza del pueblo.
También cuentan con las fiestas en honor a Santa rosa de lima en las casas del Maestro y pino doncel del 26 al 28 de agosto.

## Lugares de interés
- Casa de Lo Gea
- Casa de Borrambla
- Casa del Pino
- Casas de Truyols
- Aljibe Grande
- El Caracolero
- La Bodega
- Calle Whisky
- El C´M
- valle del sol
- casas del maestro
- lo Santiago
- United golf resort
- Tres molinos

## Gastronomía de Gea y Truyols
Los vecinos de Gea y Truyols mantienen las tradiciones culinarias murcianas. Siendo zona de campo la caza se ha introducido en su cocina, caracterizada, tradicionalmente, por el uso de carnes de liebre y conejo o de cordero.
Productos
En esta pedanía de gran extensión sus tierras se dedican principalmente a la agricultura, antiguamente con campos de almendros, algarrobos, olivos, cereales, etc.; y en la actualidad en tierras de regadío, se plantan coliflores, brócolis, melones, calabacines, alcachofas, patatas, lechugas y muchos otros vegetales y hortalizas. Los platos tradicionales de verdura murcianos son degustados, ya sean las ensaladas frescas o las de pimientos y berenjenas asados, los arroces viudos o los zarangollos, los guisos "cuaresmales" de alcachofas y judías, los gazpachos murcianos de verano, donde tomate y pimiento son imprescindibles y un largo etcétera.
Carnes
Junto a las verduras, las carnes, la de cerdo de mil maneras confeccionada y aprovechando todo lo aprovechable del animal para hacer embutidos y simplemente asarlos y disfrutarlos, sobre todo en reuniones al aire libre en las típicas matanzas o las migas, siempre presentes en las fiestas acompañadas de sardinas y melón. 
Postres
Los postres son variados, tanto típicamente murcianos, como las paparajotes, las tortas de boniato, o los cordiales navideños así como las rosas. Matasuegras, Tortas de naranja, rollos de anís, delicias, tortas de pascua, huesos de santo o mantecados pueden completar el catálogo de postres.